# Federació de Futbol de Xile
El futbol xilè és dirigit per la Federació de Futbol de Xile (en castellà: Federación de Fútbol de Chile). Té la seu a Santiago de Xile.
La federació és l'encarregada de supervisar les següents associacions:
- Asociación Nacional de Fútbol Profesional (ANFP): Anteriorment anomenada Asociación Central de Fútbol (ACF) i que està formada pels clubs professionals de futbol.
- Asociación Nacional de Fútbol Amateur (ANFA): Formada pels clubs no professionals.

## Història
La federació xilena va ser fundada a Valparaíso el 19 de juny de 1895 amb el nom de Football Association of Chile i presidida per David Scott. És la segona més antiga d'Amèrica. S'afilià a la FIFA el 1913 i és membre fundador de la CONMEBOL el 1916.
El 24 de gener de 1926, la Federación de Football de Chile es fusionà amb la Asociación de Football de Chile, conformant una sola entitat amb el nom de Federación de Football de Chile i amb seu a Valparaíso.
L'any 1954 presentà la seva candidatura per organitzar la Copa del Món de futbol de l'any 1962. Dos anys més tard li fou atorgada aquesta organització.